# يورغن ليندن
يورغن ليندن (بالألمانية: Jürgen Linden)‏ هو محامي وسياسي ألماني، ولد في 13 يناير 1947 في آخن في ألمانيا. حزبياً، نشط في الحزب الديمقراطي الاجتماعي الألماني (1970 – ). وقد انتخب رئيس مجلس الرقابة ‏ ألمانيا آخن (2007 – 12 يونيو 2010) وانتخب اللورد العمدة آخن (18 أكتوبر 1989 – 21 أكتوبر 2009) وانتخب عمدة.